# Skeletocutis tschulymica
Skeletocutis tschulymica är en svampart som först beskrevs av Albert Pilát, och fick sitt nu gällande namn av Jean Keller 1979. Skeletocutis tschulymica ingår i släktet Skeletocutis och familjen Polyporaceae.   Inga underarter finns listade i Catalogue of Life.